# ご指名です!
『ご指名です!』（ごしめいです）は、新條まゆによる日本の青年漫画作品。『ジャンプスクエア』（集英社）にて2009年9月号から同年11月号まで短期集中連載された。全3回。

## あらすじ
東京・南青山にある超高級ホストクラブ『シャトー・デ・アムール』で、人気No.1のホスト・連城寺霧夜。だが、昔の常連客・冨永亜子に、自分の子供だという幼稚園児・美矢を押し付けられてしまい、霧夜の身に人生最大の危機が訪れる。

## 登場人物
連城寺霧夜（れんじょうじ きりや）
本作の主人公。ホストクラブ『シャトー・デ・アムール』に勤めるホスト。名前は源氏名で、本名：山田小太郎（やまだ こたろう）。九州出身。親の借金返済の為に上京。店では金持ちの客達相手に格好をつけた態度や言葉遣いで接するが、私生活では庶民的な守銭奴でケチを極めた節約生活を送っている。クラブで人気No.1を誇り順調な日々を送っていたが、昔の常連客・亜子に自分の娘だという美矢を押し付けられてしまう。
美矢（みや）
亜子の娘で、幼稚園児。純粋な性格で、霧夜の事が大好き。父親は霧夜だそうだが、真相は不明。
美晴（みはる）
霧夜とは高校時代から交際している恋人。当初、故郷で暮らしていたが、突如上京して来る。尚、霧夜の職業や美矢との関係については、一切知らない。
悟（さとる）
霧夜のルームメイトの少年。8人兄弟の長男で、弟妹の為にホストとして働きたいと思っているが、霧夜に向いていないと言われてしまう。家事万能。
鷹臣（たかおみ）
霧夜と同じ店で働くホスト。霧夜に敵対心を抱いており、彼をNo.1の座から降ろそうと企む。
富永亜子（とみなが あこ）
美矢の母親で、霧夜の昔の常連客。娘・美矢を霧夜に押し付けた人物。